# Gabriel Giurgiu
Gabriel Nicu Giurgiu (sinh ngày 3 tháng 9 năm 1982 ở Cluj-Napoca, România) là một cầu thủ bóng đá người România thi đấu ở vị trí tiền vệ cho Universitatea Cluj.
Giurgiu bắt đầu sự nghiệp ở Universitatea Cluj. Vào tháng 1 năm 2007, anh ký hợp đồng với Oţelul Galaţi. Sau chuỗi thành tích ấn tượng anh được chuyển đến Rubin Kazan trong kỳ chuyển nhượng mùa hè năm 2007. Một vài tháng sau, vào tháng 1 năm 2008, anh được mượn lại đen Oţelul đến hết mùa giải. Vào tháng 5, anh trở lại Rubin. Vào tháng 1 năm 2009, anh hoàn thành việc trở lại Oţelul Galaţi.
Giurgiu ra mắt cho đội tuyển quốc gia România lúc 28 tuổi năm 2011 trong trận giao hữu với Brazil.

## Danh hiệu
Oţelul Galaţi
- Liga I: 2010–11
- Siêu cúp bóng đá România: 2011